# Babiana villosula
Babiana villosula är en irisväxtart som först beskrevs av Johann Friedrich Gmelin, och fick sitt nu gällande namn av Ker Gawl. och Ernst Gottlieb von Steudel. Babiana villosula ingår i släktet Babiana och familjen irisväxter. Inga underarter finns listade i Catalogue of Life.

## Bildgalleri

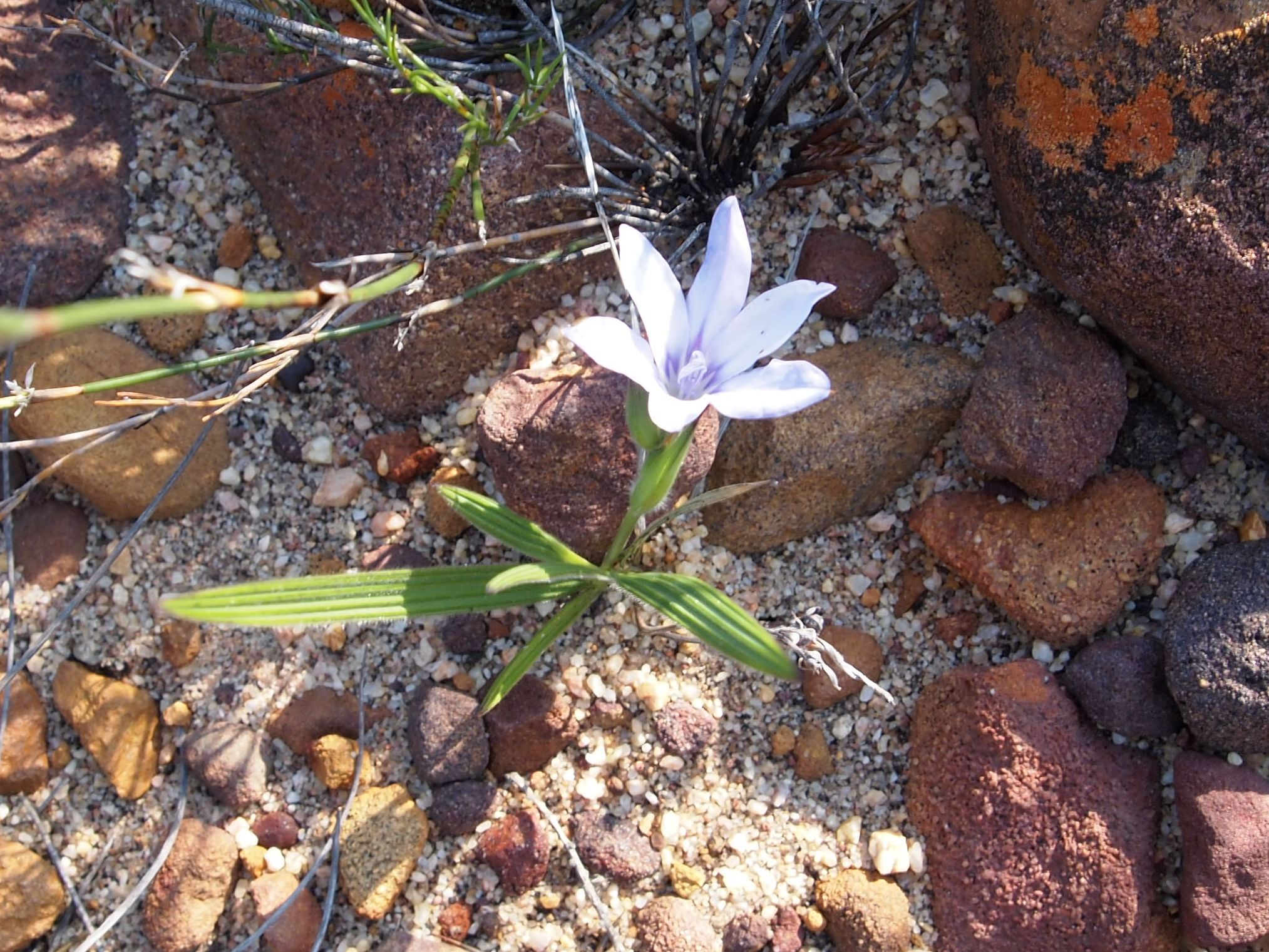
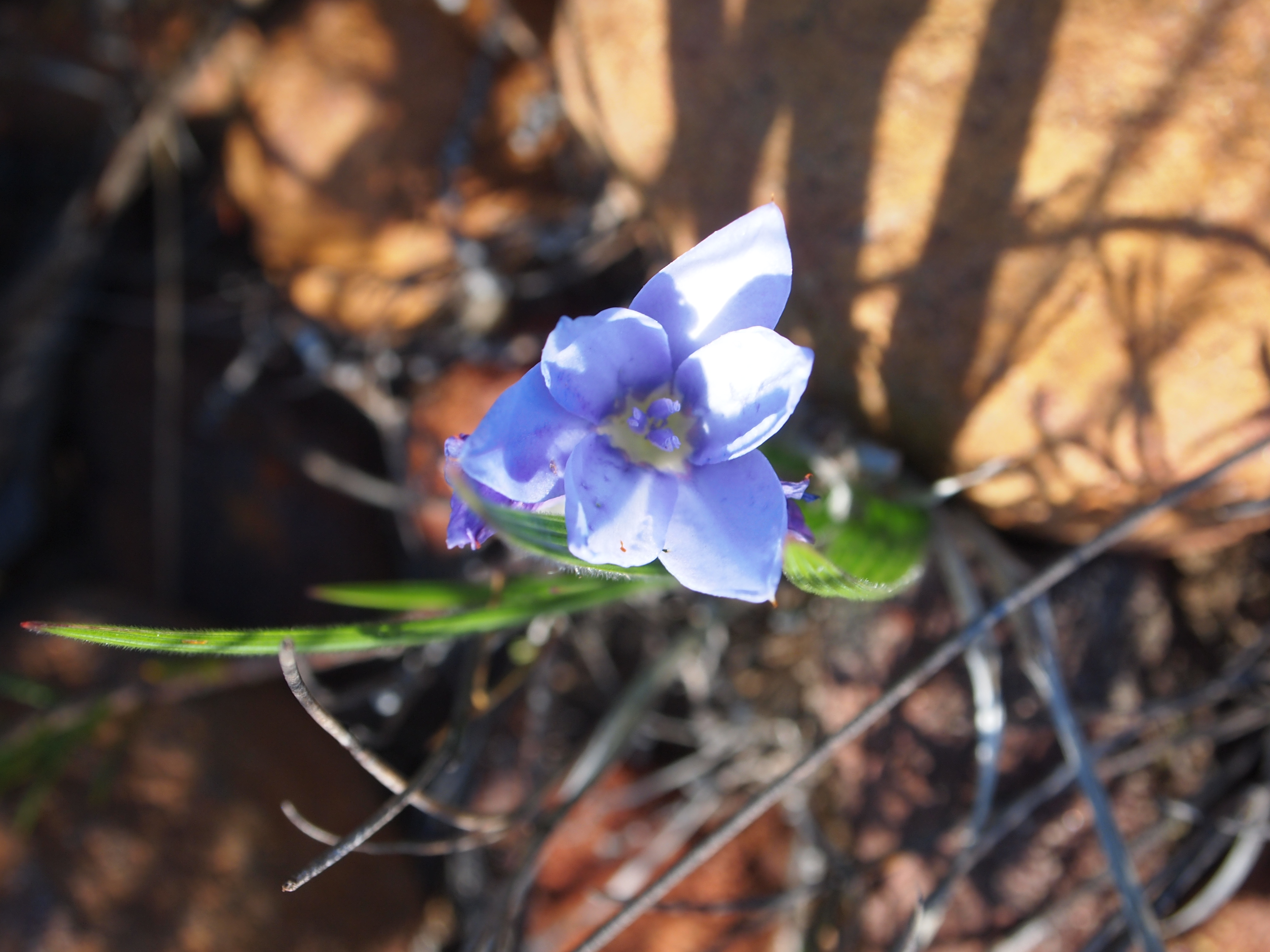
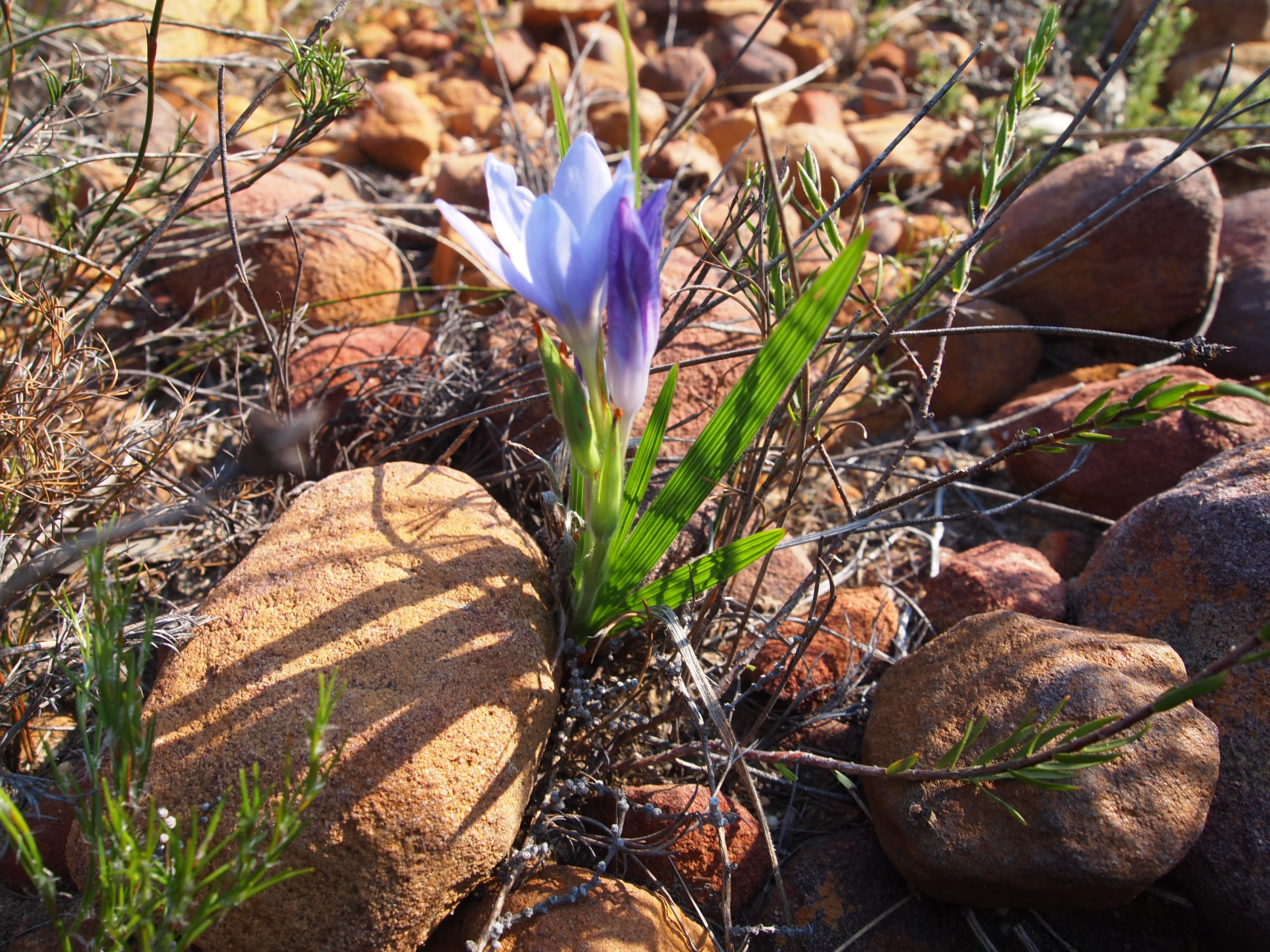